# Lishi, Chongqing
Lishi (kinesiska: 李市) är en köping i sydvästra Kina. Den ligger i stadsdistriktet Jiangjin i storstadsområdet Chongqing, omkring 61 kilometer sydväst om det centrala stadsdistriktet Yuzhong. Antalet invånare är 66 620. Befolkningen består av 31 846 kvinnor och 34 774 män. Barn under 15 år utgör 16,0 %, vuxna 15-64 år 68 %, och äldre över 65 år 14,0 %.